# Złoty Ba Lan
Złoty ([ˈzwɔtɨ] ⓘ, ký hiệu: zł, PLN) là tính từ giống đực của từ "vàng" (golden), đây là đơn vị tiền tệ của Ba Lan. 1 złoty tương đương với 100 groszy.